# Детонирајући штапин
Детонирајући штапин (ДШ) (такође се назива детонациони штапин (кабал), детакорд, деткорд или прајмер кабл) је танка, флексибилна пластична врпца обично испуњена пентаеритритол тетранитрат (ПЕТН, пентрит). Са ПЕТН-ом који експлодира брзином од приближно 6,400 m/s (21,000 ft/s), било која уобичајена дужина детонационог штапина или кабла изгледа као да експлодира тренутно. То је високобрзи фитиљ који експлодира, а не гори, и погодан је за детонирање високих експлозива. Брзина детонације је довољна да се користи за синхронизацију више експлозивних пуњења да експлодирају готово истовремено, чак и ако су пуњења постављена на различитим удаљеностима од тачке иницирања. Користи се за поуздано и јефтино повезивање више експлозивних пуњења. Типичне примене укључују рударство, бушење, рушење и ратовање.
Детонирајући штапин (ДШ) омогућава брз и сигуран пренос иницијалног импулса на даљину ради покретања детонације у пуњењима експлозивних материја. Иницијални импулс се обично покреће капислом-детонатором и преноси се детонирајућим штапином на једно, а чешће на више минских пуњења која треба да експлодирају истовремено. Такође се користи за пренос импулса са једног пуњења на друго. Савремени детонирајући штапини масовне примене представљају еластичну хидроизоловану цев или врпцу, полимерну или састављену од неколико нити или стаклених влакана, са језгром од експлозивне материје (најчешће ПЕТН-а). Брзина детонације различитих врста и марки детонирајућег штапина је различита, а за штапин са ПЕТН-ом износи око 6.500 m/s.
"Кордтекс" и "Примакорд" су две од многих робних марки који су ушли у употребу као генерички термин за овај материјал.

## Историја настанка и развоја
Настанак и развој производње детонационог штапина били су повезани са потребама у рударству и војсци за даљинским иницирањем пуњења експлозивних материја, посебно при извођењу експлозија са великим бројем појединачних пуњења. Први примерци су били веома примитивни, а њихова брзина детонације и поузданост су били варијабилни. Први детонациони штапин предложио је 1879. године француски инжењер Месен; у њему је коришћен зрнасти пироксилин као пуњење, али су имали значајна ограничења због нестабилности материјала и ограничене брзине детонације. Брзина детонације достигла је 3.000 m/s, али он није обезбеђивао поузданост и једнообразност у примени. 
Унапређење је постигнуто употребом пироксилина добијеног из хидроцелулозе, којим је пуњена оловна цев. Због ломљивости, оловне цеви су замењене лименим, и такав штапин је добио значајну популарност крајем XIX века. Брзина детонације пироксилина у металној цеви достигла је 4.000 m/s. 
Године 1902. у Француској је развијен детонациони штапин са пикринском киселином у лименој цеви спољашњег пречника 5,4 mm; брзина детонације износила је 6.690–6.745 m/s. 
Године 1903. генерал аустријске службе Хес предложио је употребу живиног фулмината, ради безбедности флегматизованог са 20% парафина. 
Године 1907. у Француској је започета производња комерцијалног детонационог штапина у виду оловне цеви пуњене тротилом или тетрилом са брзином детонације од 5.110 m/s. У Сједињеним Америчким Државама, овај тип штапина почела је производити компанија „Енсајн-Бикфорд“ 1913. године.
Године 1936, компанија Ensign-Bickford из Симсберија, Конектикат, која је производила cordeau у Америци, развила је Примакорд на основу француских патената. Примакорд се састојао од језгра од ПЕТН-а (пентаеритритол тетранитрат), које је било прекривено разним комбинацијама текстила, материјала отпорних на воду и пластике. Брзина детонације је приближно 6.400 метара у секунди (21.000 стопа у секунди). Данас постоји много врста Примакорд-а, доступних и за војну и за комерцијалну употребу, али индустријске верзије обично садрже од 25 до 60 зрна ПЕТН-а по 0,3 метра. Уместо ПЕТН-а, понекад се користи РДХ (хексоген) за високе температуре, јер су тачке топљења ових материјала, редом, 203,5° и 140° C (398,3° и 284° F).

## Врсте
Постоје више врста детонирајућег штапина а од њих два су најпознатија и то: Кордтекс и Примакорд.

### Кордтекс
Кордтекс користи експлозивно језгро од пентаеритритол тетранитрата (ПЕТН) унутар своје пластичне оплате. Обично је дебљине као електрични продужни кабл и има брзину детонације од приближно 6.000–7.000 метара у секунди. Користи се за повезивање секвенце експлозива у ланчаном низу. 
Кордтекс је један од најпознатијих типова детонирајућих штапина, који се углавном користи у рударству, али има и примене у грађевинарству и војсци. Развијен је као специјализовани производ са циљем да омогући сигурно и ефикасно иницирање експлозивних пуњења на удаљености.

### Примакорд
Примакорд је бренд детонирајућег штапина који се користи у минирању. Развијен је 1936. године од стране компаније Енсигн-Бицкфорд.  Енсигн-Бицкфорд је 2003. године  продао своју регистровану марку Примакорд компанији Дyно Нобел, која га производи у својој фабрици у Грахаму, Кентаки. Име Примакорд се такође користи као генерички назив за било који детонирајући штапин.

## Ефекти
Као преносни медијум, детонациони штапин може деловати као спојница између иницијатора (обично окидача) и подручја експлозије, и као главна линија која повезује неколико различитих експлозивних пуњења. Као механизам за тајминг, детонациони кабл детонира врло поузданом брзином (око 6.000–7.000 m/s или 23,000–26,000 ft/s), омогућавајући инжењерима да контролишу образац по којем се пуњења детонирају. Ово је посебно корисно за рушење грађевина, када је потребно уништити структурне елементе у одређеном редоследу како би се контролисало урушавање зграде.
Иако изгледа као најлонски кabl, језгро детонационог штапина је компримовани прашкасти експлозив, обично ПЕТН (пентрит), а иницира се коришћењем детонаторске капе. Детонациони штапин ће иницирати већину комерцијалних високих експлозива (динамит, гелигнит, осетљиве гелове, итд.), али неће иницирати мање осетљиве експлозиве као што су АНФО експлозиви. Детонациони штапин од 25 до 50 зрна по стопи (5,3 до 10,6 g/m) има отприлике исту иницијалну снагу као и детонаторска капа #8 у сваком делу од 5 до 10 cm дуж своје целе дужине. Мало пуњење ПЕТН-а, ТНТ-а или неког другог експлозивног појачивача је потребно да премости између штапина и пуњења неосетљивих експлозива као што су АНФО или већина водених гелова.

## Састав
Срж детонирајућег штапина израђује се од фулмината живе или пентрита са адитивима. Ако се за срж користи фулминат живе, он се флегматизује са парафином, па његова брзина детонације износи око 5.000 m/s. Ако је срж од пентрита онда је брзина детонације око 6500 m/s. Експлозивно пуњење штапина смешта се у танку пластичну или папирну цевчицу. У средини експлозивног пуњења је конац који обезбеђује равномеран распоред експлозива (констатну густину) по целој дужини штапина. Цевчица је споља чврсто обмотана двоструком памучном пређом, уплетеном у супротним смеровима. Преко пређе урађена је спољна пластична изолација, која чини штапин еластичнијим (флексибилнијим), а истовремено штити срж штапина од механичких утицаја, влаге и воде.

## Карактеристике
Детонирајући штапин мора бити савитљив и лако се везивати у чворове, при чему не сме доћи до пуцања заштитне пластичне облоге. Када се запали отвореним пламеном гори лагано као свака материја, а да при томе не долази до детонације. Отпоран је на воду (ако су му крајеви изоловани), па исправно детонира и након стајања у води. Иницира се детонаторском капислом бр.8 или електродетонатором, који се на крај штапина причврсти изолационом траком или неким другим средством. Сви остали крајеви штапина везани за главни крак штапина, активирају се детонацијом главног крака. Користи се за пренос детонације од рударске каписле бр.8 или електричног детонатора до минског пуњења, односно појачника детонације. Пренос детонације може се обавити тренутно или са програмираним успорењем (постављањем конектора).
Постоје експлозивни штапини са различитом тежином пуњења. Најчешће тежине пуњења су 5 g/m, 12 g/m, 20 g/m, 40 g/m и 100 g/m. Због експлозива који се користе као пуњење, експлозивни штапини имају веома снажно експлозивно дејство, слично војним експлозивима.
| Хемијски састав                | Хемијски састав   |
| ------------------------------ | ----------------- |
| Експлозивне компоненте         | - у праху ПЕТН    |
| Физичка својства               |                   |
| Густина у g/cm³                | 1,7               |
| Баланс кисеоника у %           | −10               |
| Топлота експлозије у kJ/kg     | ca. 6.000         |
| Запремина паре у l/kg          | 800               |
| Специфична енергија у l·MPa/kg | 1.200             |
| Брзина детонације у m/s        | од 6.500 до 7.200 |
| Температура експлозије у K     | непознато         |
| Упоредни преглед особина       |                   |
| Експлозивност                  | висока            |
| Осетљивост на паљење           | висока            |
| Запремина гасова               | ниска             |
| Цена                           | ниска             |
| Референце:                     |                   |

Детонирајући штапин — штапин са језгром од високобризантне експлозивне материје (ЕМ), намењен за пренос детонације од детонатора до пуњења експлозивне материје. Понекад се користи и као самостално пуњење.
Детонирајући штапин се састоји од експлозивног језгра и заштитне оплоге.
Разликују се следеће врсте детонирајућих штапина:
- Слабоснажни то јест мале снаге (3-6 g/m),
- Нормалне снаге (језгро садржи 12-14 g/m ЕМ),
- Појачани (20-40 g/m) и
- Високоснажни то јест велике снаге (100-140 g/m).

## Хемијски и физички састав

### Хемијска структура
Савремени детонирајући штапини обично имају језгро од ПЕТН-а, али могу користити и друге експлозиве као што су хексоген или октоген, у зависности од примене. Језгро је обавијено једном или више слојева заштитне облоге, која може бити направљена од текстила, пластике или композитних материјала.

### Физичке карактеристике
- Брзина детонације: Савремени штапини имају брзину детонације која се креће од 6.500 до 8.000 m/s, што их чини погодним за широк спектар употреба у рударству, грађевинарству и војсци.
- Механичка отпорност: Већина детонирајућих штапина је отпорна на механичке ударе и савијања, што их чини безбедним за транспорт и употребу у тешким условима.

## Оцена
Детонациони штапин се оцењује према маси експлозива по јединици дужине. Ово се изражава у зрнима по стопи у Сједињеним Америчким Државама, или у грамима по метру у другим деловима света. Оцена "грама по метру" ће отприлике бити једна петина оцене "зрна по стопи". На пример, "детонациони штапин од 50 зрна" се односи на детонациони штапин који садржи 50 зрна експлозива по стопи дужине — или приближно 10 g/m. Ово је типична "подразумевана" оцена за повезивање пуњења при минирању; лакши детонациони штапини се могу користити за "минирање са ниским нивоом буке" и у специјалним ефектима у филмовима, док се тежи штапини, који се користе када се жели да штапин има неки директан експлозивни ефекат — као на пример за прецизно обликовање (резбарења) стена — могу користити штапин од 50 до 250 зрна по стопи (10 до 50 g/m). 

## Директна примена
Детонациони штапин ниске снаге може се користити као прецизна резна направа за уклањање каблова, цеви, жица, оптичких влакана и других комуналних снопова тако што се један или више омотача око мете. Детонациони штапин се користи у комерцијалним котловима за разбијање клинкера (стврднуте шљаке од пепела од угља) који се лепе за цевне структуре. Такође, вертикално постављен штапин који се спушта у воду бушотине може уклонити свако запушење које омета проток воде. Детонациони штапин високе снаге може се користити за обарање (сечење) малих стабала, иако је процес веома неекономичан у поређењу са коришћењем већих експлозива или чак моторне тестере. Штапин велике снаге који рониоци постављају користи се за уклањање старих шипова на доковима и других подводних препрека.
Прављење клизног чвора од детонационог штапина ствара импровизовани уређај на терену који се може брзо користити за сечење закључане кваке са врата. Детонациони штапин може се залепити у неколико кругова по обрису мете величине војника и детонирати, пробијајући рупу величине човека у дрвеним вратима или лаким унутрашњим зидовима. Детонациони штапин се такође директно користи у рушењу зграда где је потребно разбијање танких бетонских плоча кроз канале избушене паралелно са површином, што је предност у односу на динамит јер се може користити мања минимална сила експлозије, а мањи пречници рупа су довољни да задрже експлозив.  За све што је знатно значајније од ових употреба потребно је коришћење додатних експлозива.
Док се експлозивни штапини са пуњењем од 5 g/m користе за повезивање система за паљење црева, експлозивни штапини са нешто већим пуњењем од 12 g/m или 20 g/m обично се користе за повезивање више експлозивних пуњења која треба да детонирају истовремено или у кратком, али прецизно дефинисаном временском размаку. Оваква контрола временског распореда детонације омогућава управљање понашањем рушења приликом експлозије зграда. Овај тип паљења експлозивних пуњења познат је и као паљење водећим пламеном.
Већи типови експлозивних штапина са пуњењем од 40 g/m и 100 g/m често се користе као самостална експлозивна пуњења, посебно тамо где су потребна линеарна пуњења.
Честа подручја примене укључују:
- Паљење водећим пламеном код конвенционалних експлозивних пуњења
- Изазивање експлозија у великим бушотинама за детонацију АНФО експлозива (каменоломи)
- Пуњења постављена или уметнута у бушотине приликом рушења грађевина
- Металне експлозије (уместо резних пуњења)
- Експлозије дрвета (нпр. обарање стабала за постављање препрека или уклањање олујом срушених стабала у опасним ситуацијама)
- Експлозије стубних рупа
- Експлозија крова кабине пре катапултирања седишта [9]
- Терористи Исламске државе користили су експлозивне штапине омотане око врата својих талаца за њихово обезглављивање. [10] [11]

### Употреба у рударству и грађевинарству
Детонирајући штапини се масовно користе у рударству за разбијање великих комада стена. Они омогућавају синхронизовану детонацију више експлозивних пуњења, чиме се постиже ефикасније рушење и прерада руде. У грађевинарству, штапини се користе за рушење зграда и других структура, где је прецизност од суштинског значаја.

### Војна употреба
У војсци, детонирајући штапини се користе за активирање више експлозива истовремено, омогућавајући координисане експлозије. Такође се користе у специјалним операцијама за пресецање препрека, као што су бодљикаве жице, или за стварање пролаза кроз минска поља.

## Савремени детонирајући штапини
У наоружању Оружаних снага Руске Федерације налази се детонирајући штапин који се састоји од полимерне љуске и 12 грама флегматизованог хексогена по метру дужине. Овај штапин се користи за истовремено активирање више пуњења.
Детонација се спроводи преко каписле-детонатора, а могућа је и варјанта подривања од ТНТ-а приликом удара метка. Детонација се преноси на другу капислу или се остварује намотавањем 6-8 завоја штапина на тротилски штапин. Чува се у калемовима од 50 и 100 метара. Спољашњи омот детонирајућег штапина у руској војсци је црвене боје или бела са две црвене нити. Детонирајући штапин не детонира при удару или отвореном пламену.
У рударској индустрији може се користити безбеднији детонирајући штапин са садржајем од 6 грама хексогена по метру дужине.

## Иновације и будући развој

### Нови материјали и технологије
Истраживања су усмерена на развој нових материјала који ће бити још сигурнији и ефикаснији. Ово укључује употребу наноматеријала за побољшање карактеристика детонације и смањење ризика од случајне експлозије.

### Еколошки аспекти
Постоје напори да се развију „зелени“ детонирајући штапини који би користили мање токсичне материјале и који би били еколошки прихватљивији, посебно у рударству и грађевинарству, где велике количине експлозива могу имати негативан утицај на околину.

## Безбедносни аспекти

### Ризици и мере предострожности
Иако су детонирајући штапини дизајнирани да буду безбедни за руковање, постоје значајни ризици ако се не користе правилно. Штапини не смеју бити изложени високим температурама или механичким оштећењима која могу довести до случајне детонације. Приликом складиштења, штапини морају бити чувани у сувим и хладним условима, далеко од извора топлоте и влаге.

### Стандарди и регулације
Производња и употреба детонирајућих штапина регулисана је строгим стандардима који се разликују од земље до земље. У већини земаља, детонирајући штапини могу користити само лиценцирани професионалци који су прошли специјалну обуку.

## Трговачки називи
Експлозивни или детонирајући штапини се продају под следећим трговачким називима:
- Dynacord од компаније Orica, Тројсдорф
- Sprewacord од компаније sprewa Sprengmittel, Нердлинген
- Nitrocord од компаније Westspreng, Финентроп
- Octocord и Hexacord од компаније Dynawell, Тројсдорф

## Колоквијализми
На Филипинима, одговарајућа реч "мица" је почела да се користи у фрази "мица нг бухај", што се преводи као "детонациони штапин живота". Ово је метафора за нешто што ће вероватно узроковати нечију смрт услед директне опасности (на пример, екстремни спортови у поређењу са пушењем).

## У медијима
Детонациони штапин је поменут у филму из 2009. године "Савршено скровиште" (A Perfect Getaway) у коме га лик Тимотија Олифанта описује као "практичан алат".
Дужина детонационог штапина коришћена је за чишћење пута кроз минско поље у филму "Терминатор Спасење" (Terminator Salvation) из 2009. године.
Детонациони штапин је приказан како га америчке коњичке трупе користе за чишћење дрвећа са зоне слетања у филму из 2002. године "Били смо војници" (We Were Soldiers).
Рола прајмер штапина је коришћена од стране лика Алана Алде, Хокјаја, у ТВ серији "М*A*S*H" (9. сезона, 12. епизода, "Депресивне вести"), за рушење његове новоизграђене реплике Вашингтонског споменика направљеног од шпатулица.
Фиона Гленен, из ТВ емисије "Бурн Ноутис" (Burn Notice), често користи детонациони штапин за пробијање непријатељских зграда.
Агент Гибс из серије "НЦИС" (NCIS) користи детонациони штапин и прекидач са мртвим човеком како би покорио мафијашку породицу.